# Incident du sang vicié
Ne doit pas être confondu avec Affaire du sang contaminé.
L'incident du sang vicié, aussi quelquefois appelé Peste du sang corrompu, désigne une pandémie virtuelle accidentelle dans le MMORPG World of Warcraft qui a duré une semaine à partir du 13 septembre 2005. L’épidémie a commencé à cause de l’introduction d'un nouveau niveau dans le jeu appelé Zul'Gurub, dont le boss, Hakkar l'Écorcheur d'Âmes, est capable de lancer sur les joueurs un sort d'affaiblissement contagieux appelé « sang vicié ». 
Le sort, limité uniquement à la zone de Zul'Gurub, s'est rapidement répandu à travers le monde virtuel du jeu à cause d'un bug ayant permis aux PNJ et aux familiers de propager l'infection hors des limites de ce territoire. Ce sort propagé à la fois accidentellement et volontairement a rapidement produit une pandémie, tuant en grand nombre les personnages de niveaux faibles. Le problème a affecté radicalement le gameplay normal puisque les joueurs ont été forcés de fuir l’infection, notamment en désertant les grandes villes du monde virtuel ou en évitant de jouer. Malgré des mesures de quarantaine imposées par les programmeurs, l’éradication de la pandémie a finalement nécessité patchs et réinitialisations du serveur. 
L'incident intéresse des épidémiologistes qui y ont trouvé un prototype de modèle permettant d'analyser la propagation d'une maladie infectieuse en tenant compte des réactions des populations face à une épidémie,.

## Déroulement
L'épidémie a débuté le 13 septembre 2005, à la suite d'une mise à jour du jeu World of Warcraft où Blizzard a introduit un nouveau niveau, de type donjon, appelé Zul'Gurub. Son boss final, Hakkar l'Écorcheur d'Âmes, peut lancer un sort d'affaiblissement (debuff), appelé « Sang vicié », qui cause des dégâts au joueur au fil du temps. Le debuff se transmet entre personnages à proximité l'un de l’autre, à l'image d'une maladie contagieuse, et l'infection fait baisser les points de vie pendant un certain temps, tuant potentiellement les joueurs de faible niveau en quelques secondes.   
En raison d'une erreur de programmation, lorsque les chasseurs ou les démonistes renvoyaient leurs familiers atteints par le sort du « Sang vicié », ceux-ci gardaient le debuff actif lorsqu'ils étaient invoqués à nouveau. Les personnages non-joueurs pouvaient également être contaminés et propager l'infection, mais ne pouvaient pas être tués par celui-ci, devenant ainsi en quelque sorte des porteurs sains vecteur de la maladie. Au moins trois serveurs ont été touchés. La difficulté du boss Hakkar peut avoir limité la propagation de la maladie. 
Sur les forums de discussion de World of Warcraft, plusieurs joueurs ont décrit leurs expériences en évoquant des centaines de cadavres jonchant les rues des villages et des villes du jeu. La mort d'un personnage de joueur dans le jeu n'est pas définitive, les personnages sont ressuscités peu de temps après leur décès, mais elle cause des pénalités au joueur,.
Le gameplay a alors été perturbé significativement pendant cet épisode. La panique a provoqué une désertion des grandes villes, les joueurs se précipitant vers la sécurité relative de la campagne. La désertion des zones urbaines pleines de cadavres laisse les rues de certaines villes littéralement blanches des os des morts.
Les réactions des joueurs ont été variées, mais plusieurs ressemblaient à des comportements réellement observés par les épidémiologistes. Des personnages capables de guérison ont offert leurs services de soins, certains ont guidé les joueurs pour les mettre à l'écart des zones infectées, alors que d'autres se sont enfuis vers des zones non infectées. Enfin, certains ont tenté de propager volontairement la maladie à d'autres. Les joueurs ont réagi comme s'il y avait un risque réel pour leur bien-être. Blizzard a demandé aux joueurs de respecter des zones de quarantaine pour endiguer la maladie, mais cette stratégie a échoué : certains joueurs n'ont pas pris le risque au sérieux, tandis que d'autres ont profité de la situation . Les mesures de sécurité ont été contournées par certains joueurs. Par exemple, plusieurs ont volontairement contaminé leurs familiers.   
Blizzard a été forcé de réinitialiser ses serveurs et d'appliquer des corrections logiciels rapides pour résoudre le problème. Le problème s'est terminé le 8 octobre 2005, lorsque Blizzard a immunisé les familiers au sang vicié, ce qui a subséquemment empêché le sort de sortir de Zul'Gurub.